# Protomolgula
Protomolgula is een geslacht uit de familie Molgulidae en de orde Stolidobranchia uit de klasse der zakpijpen (Ascidiacea).

## Soorten
- Protomolgula bythia Monniot F., 1971
- Protomolgula cornuta Monniot C. & Monniot F., 1991
- Protomolgula triangularis Millar, 1982